# Кременка (приток Оредежа)
Кременка (Кремянка; устар. Кремена) — река в Гатчинском районе Ленинградской области, правый приток Оредежа.
Длина реки — 35 км. Площадь водосборного бассейна — 452 км².
Кременка берёт своё начало около деревни Чаща, у слияния речек Пустынка и Чащенка, которые вытекают из болот государственного природного заказника «Мшинское болото», и впадает в Оредеж на 66 км его течения.
Русло почти на всём протяжении извилистое и неширокое, но в устье река разливается, ширина разлива достигает километра, берега обрамлены болотистыми луговинами.
Основное направление течения реки — с севера на юг. Имеет несколько небольших притоков, самый крупный из которых — речка Зверинка.
На берегах реки расположены следующие населённые пункты:
- Деревня Чаща
- Деревня Новинка
- Посёлок Новинка
- Деревня Озерешно
- Деревня Ольховец
- Посёлок Чаща
- Деревня Воцко
- Деревня Кремено

## Данные водного реестра
По данным государственного водного реестра России относится к Балтийскому бассейновому округу, водохозяйственный участок реки — Луга. Относится к речному бассейну реки Нарва (российская часть бассейна).
Код объекта в государственном водном реестре — 01030000512102000025927.